# رون كيسي (سياسي)
رون كيسي (بالإنجليزية: Ron Casey)‏ هو سياسي أمريكي، ولد في 27 نوفمبر 1952 في دايتون في الولايات المتحدة، وتوفي في 16 فبراير 2014 في كريف كوير في الولايات المتحدة. حزبياً، نشط في الحزب الديمقراطي. وقد انتخب عضو مجلس نواب ولاية ميسوري.